# Lev Yashin
Lev Ivánovich Yashin (en ruso: Лев Ива́нович Я́шин; Moscú, 22 de octubre de 1929-Moscú, 20 de marzo de 1990), conocido popularmente como la «Araña Negra» o simplemente Lev Yashin, fue un futbolista soviético, ampliamente considerado como el mejor portero en la historia de ese deporte. Fue el primer portero en utilizar guantes y rodilleras, elementos no utilizados en ese tiempo por los porteros, además de dirigir a su defensa y salir a cortar el juego ya que él no se quedaba en el área, sino que participaba como un defensor más, e incluso originaba jugadas de ataque al enviar el balón hacia sus compañeros de ofensiva. Yashin fue el primer y único guardameta hasta ahora que ha conseguido el Balón de Oro (1963).
Yashin fue un portero completo, de una gran estatura, muy ágil y seguro bajo el arco. Ganó cinco títulos de primera división soviética y tres Copas de la Unión Soviética con el Dinamo Moscú, club en el que pasó toda su carrera deportiva. Con su selección fue campeón en los Juegos Olímpicos de Melbourne en 1956 y de la Eurocopa en 1960.
Fue ganador de muchos premios y reconocimientos; entre los más importantes figuran el haber sido galardonado con la Orden Olímpica por el COI, elegido el mejor portero del siglo XX por la IFFHS, portero del siglo XX por la FIFA, galardonado con la Orden del Mérito de la FIFA en 2013, incluido en el dream team de la FIFA (equipo de ensueños) de la historia de los mundiales por la FIFA, galardonado con la Orden de Lenin y ganador del Balón de Oro por France Football, siendo el único portero en ganarlo hasta ahora, que lo acredita como el mejor de Europa en 1963 y hasta hoy, de la historia, entre muchas otras distinciones.
En 2019, la revista France Football creó en su honor el Balón de Oro a los porteros bajo la denominación de Trofeo Yashin, y el 14 de diciembre de 2020 fue incluido en el dream team histórico del Balón De Oro.

## Trayectoria

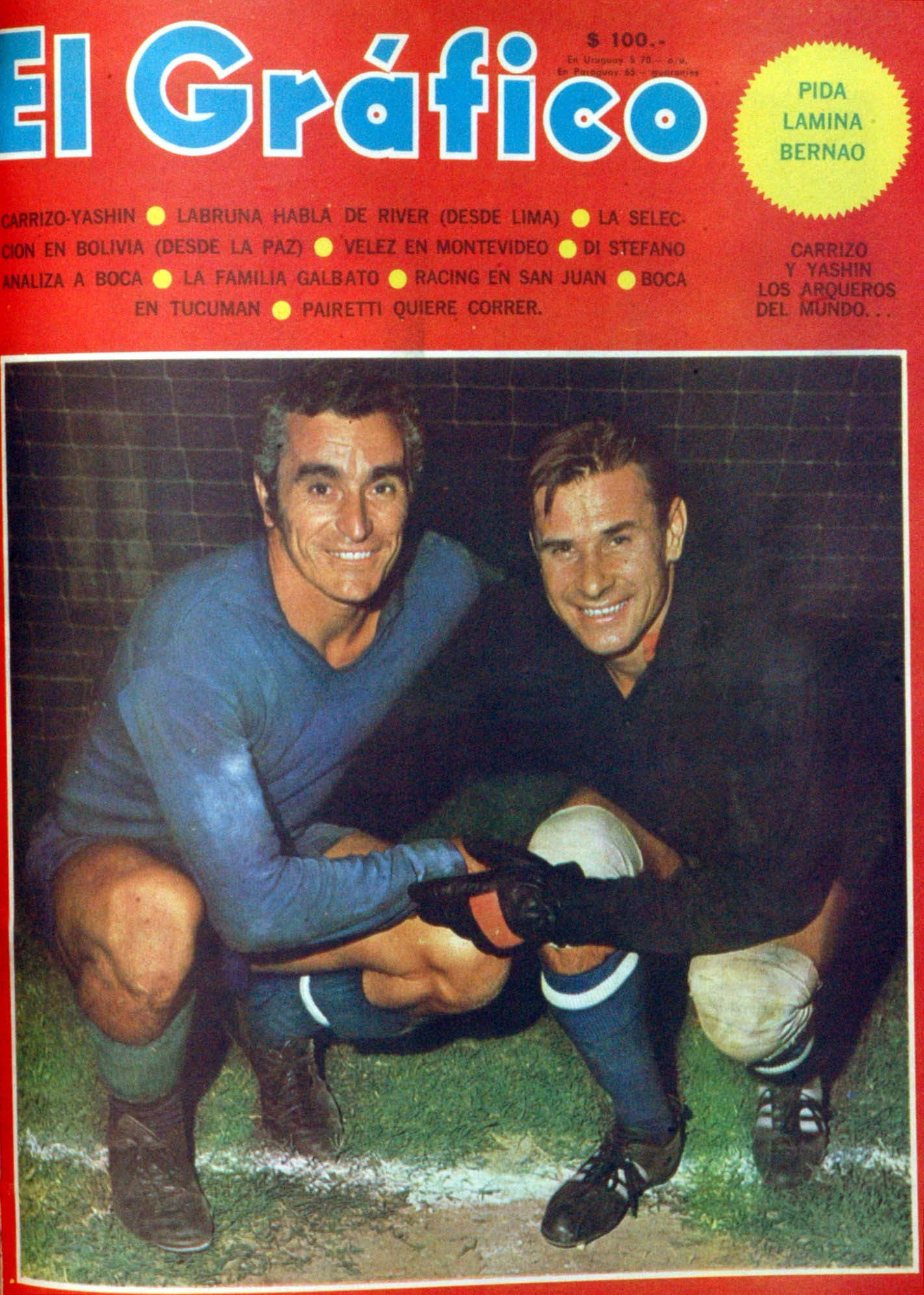
Yashin y Amadeo Carrizo, El Gráfico.

Lev Yashin, trabajaba en la recogida de melones junto a su padre, el cual se percató rápidamente de los grandes reflejos que poseía su hijo a la hora de recoger la fruta al vuelo e introducirlas al camión.
Cada vez, su padre le daba los melones con mayor grado de dificultad, como por ejemplo de camión a camión, esto hizo que un visor del Spartak de Moscú fuese a verle, ya que quería comprobar si la leyenda era cierta, ya que había muchos comentarios sobre este tipo de habilidad.
Al verlo se percató de que era cierto y así empezó la carrera deportiva de Lev, a sus tan solo 16 años.
Comenzó siendo portero de hockey sobre hielo en el equipo de la fábrica de herramientas en la que trabajaba durante la Segunda Guerra Mundial, pero a los 17 años debió reemplazar al portero del equipo de fútbol, dando allí sus primeros pasos en este deporte. En 1949 ingresó al F. K. Dinamo Moscú equipo asociado a la policía y ministerio de seguridad soviéticos, en el que desarrolló toda su carrera, ganando 5 Ligas rusas y tres Copas.

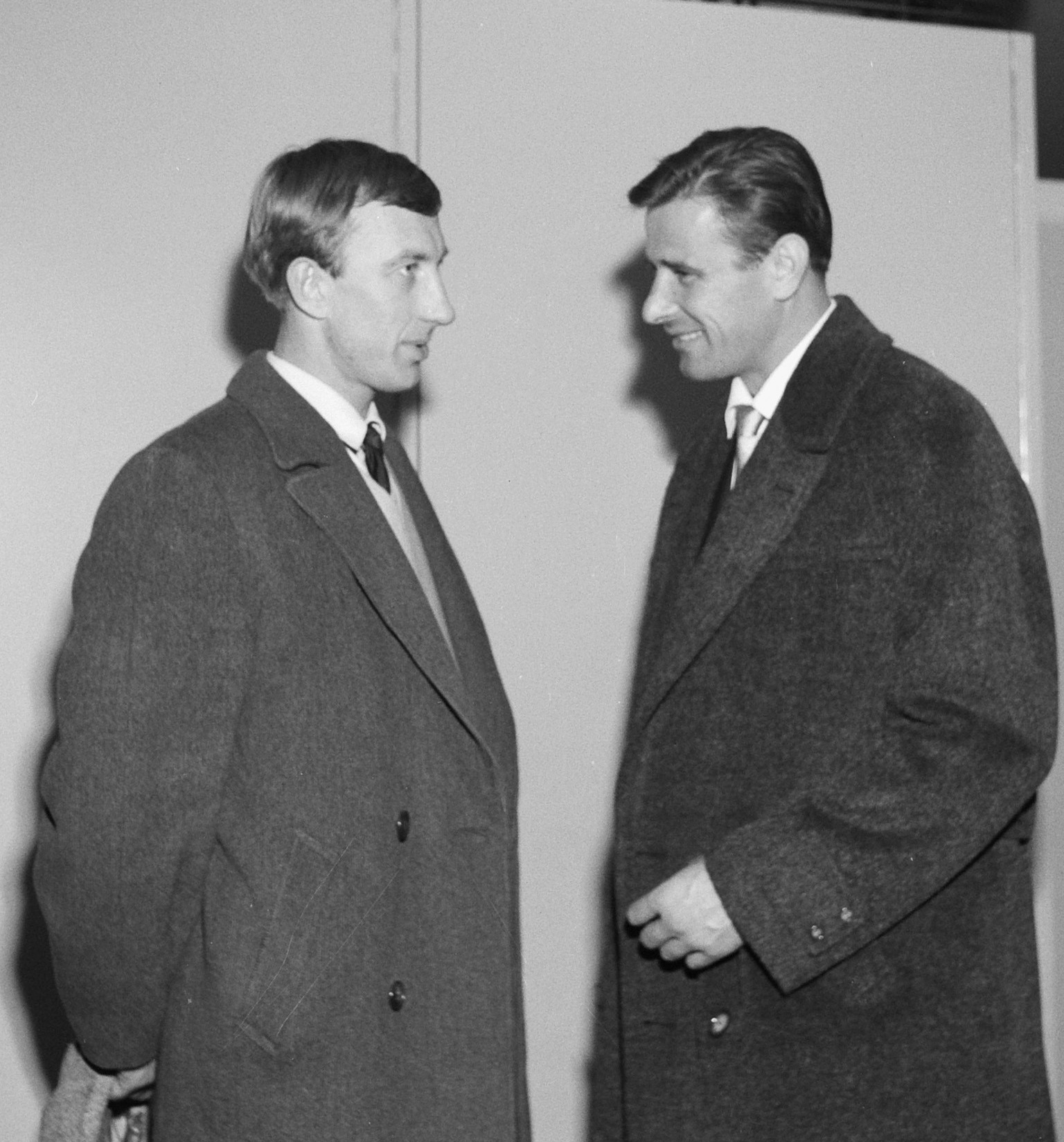
Igor Netto y Lev Yashin en 1961.

Participó con la selección de su país en 4 mundiales: Suecia 1958 (cuartos de final), siendo el jugador más destacado de su equipo, Chile 1962 (cuartos de final), Inglaterra 1966 (semifinales) y México 1970 (cuartos de final). Disputó y ganó la primera Copa Europea de Naciones (Eurocopa), en 1960. Representó a su patria en 78 ocasiones. Fue designado mejor futbolista europeo en 1963. Se retiró a los 42 años tras haber estado durante más de dos décadas al cuidado de la portería del Dínamo, en un partido homenaje entre la selección soviética y un combinado del resto del mundo.
Ostenta la marca de partidos jugados en la Liga Soviética, con 326 y en esos 326 partidos que jugó 270 acabó con la portería en cero y atajó más de 150 penales en toda su carrera. En 1963 recibió el Balón de Oro, trofeo con que se premia al mejor futbolista del mundo (en esa época solo a los europeos que jugaran en equipos de ese continente), siendo el único portero al que se le ha otorgado dicho premio.

## Muerte
En 1986, después de una tromboflebitis contraída mientras estaba en Budapest, Hungría, Yashin fue amputado de una de sus piernas. Falleció el 20 de marzo de 1990 en Moscú, a causa de un cáncer de estómago, y sus restos reposan en el Cementerio de Vagánkovo.

## Leyenda
Lev Yashin está considerado como el mejor portero de la historia de la Copa del Mundo. El trofeo de la FIFA al mejor portero de ese campeonato, que se entregó por primera vez en 1994, lleva su nombre. El 27 de diciembre de 1999, fue elegido como el mejor deportista ruso del siglo XX, por los periodistas deportivos de su país.

## Selección nacional
En 1954, Yashin fue llamado a la selección soviética y llegaría a reunir 78 partidos internacionales. Con el equipo nacional, ganó los Juegos Olímpicos de Verano de 1956, así como el primer campeonato europeo, la Copa de Naciones de Europa de 1960. También jugó en cuatro Copas del Mundo, en 1958, 1962, 1966 y 1970. A Yashin se le atribuyen cuatro hojas limpias de los doce partidos que jugó en la fase final de la Copa del Mundo. 
La Copa del Mundo de 1958, disputada en Suecia, puso a Yashin en el mapa por sus actuaciones, con la Unión Soviética avanzando a los cuartos de final. En un partido de la fase de grupos contra el eventual campeón de la Copa Brasil, el equipo soviético perdió 2-0. Frente a una selección de Brasil que contó con Garrincha, Didí, Vavá y un Pelé de 17 años en ataque, la actuación de Lev Yashin evitó que el marcador se convirtiera en una goleada de escándalo.
Yashin fue nominado al Balón de Oro en 1960 y 1961 y quedó quinto y cuarto, respectivamente. En 1962, a pesar de sufrir dos conmociones cerebrales durante el torneo, una vez más llevó al equipo a cuartos de final, antes de perder ante el país anfitrión Chile. Ese torneo mostró que Yashin era demasiado humano, habiendo cometido algunos errores inusuales. En el partido contra Colombia, en el que la Unión Soviética iba ganando 4-1, Yashin dejó entrar algunos goles suaves, incluido un gol marcado por Marcos Coll directamente desde un saque de esquina (el primero y el único gol marcado directamente desde un córner en la Historia de la Copa del Mundo). El juego terminó en un empate 4-4, que llevó al periódico francés L'Équipe para predecir el final de la carrera de Yashin. Sin embargo, hizo una salvada sobresaliente contra Chile en los cuartos de final. A pesar de esto, la Unión Soviética sufrió una derrota por 2-1 y fue eliminada de la Copa del Mundo. Ese mundial no era para los soviéticos.
A pesar de la decepción de la Copa del Mundo de 1962, Yashin se recuperó para ganar el Balón de Oro en diciembre de 1963. Una de sus mejores actuaciones ese año fue el partido de fútbol Inglaterra vs Resto del Mundo de 1963, donde hizo una serie de espectaculares paradas. Desde ese momento en adelante, fue conocido en el mundo como la Araña Negra porque vestía un atuendo distintivo completamente negro (color que en la cancha no se ve) y porque parecía que tenía ocho brazos para salvar casi todo. A menudo jugaba con una gorra de tela de color ladrillo quemado. Yashin llevó al equipo soviético a su mejor actuación en la Copa Mundial de la FIFA, un cuarto puesto en la Copa del Mundo de 1966 celebrada en Inglaterra. 
Siempre dispuesto a dar consejos a sus compañeros, Yashin incluso hizo un cuarto viaje a la final de la Copa del Mundo en 1970, celebrada en México, como suplente de tercera opción y entrenador asistente. El equipo soviético volvió a alcanzar los cuartos de final. En 1971, en Moscú, jugó su último partido con el MBC Dinamo Moscú. El partido testimonial de Lev Yashin sobre la FIFA se celebró en el Estadio Lenin de Moscú con la asistencia de cien mil aficionados y una gran cantidad de estrellas del fútbol, incluidos Pelé, Eusébio y Franz Beckenbauer. 

### Participaciones en Juegos Olímpicos
| Torneo                   | Sede      | Resultado      |
| ------------------------ | --------- | -------------- |
| Juegos Olímpicos de 1956 | Australia | Medalla de oro |

### Participaciones en Copas del Mundo
| Torneo                         | Sede       | Resultado        |
| ------------------------------ | ---------- | ---------------- |
| Copa Mundial de Fútbol de 1958 | Suecia     | Cuartos de final |
| Copa Mundial de Fútbol de 1962 | Chile      | Cuartos de final |
| Copa Mundial de Fútbol de 1966 | Inglaterra | Cuarto puesto    |
| Copa Mundial de Fútbol de 1970 | México     | Cuartos de final |

### Participaciones en Eurocopas
| Torneo        | Sede    | Resultado    |
| ------------- | ------- | ------------ |
| Eurocopa 1960 | Francia | Campeón      |
| Eurocopa 1964 | España  | Subcampeón   |
| Eurocopa 1968 | Italia  | Cuarto lugar |

## Palmarés

### Títulos nacionales
| Título                      | Equipo       | país            | Año     |
| --------------------------- | ------------ | --------------- | ------- |
| Copa de la URSS             | Dinamo Moscú | Unión Soviética | 1953    |
| Primera división de la URSS | Dinamo Moscú | Unión Soviética | 1954    |
| Primera división de la URSS | Dinamo Moscú | Unión Soviética | 1955    |
| Primera división de la URSS | Dinamo Moscú | Unión Soviética | 1957    |
| Primera división de la URSS | Dinamo Moscú | Unión Soviética | 1959    |
| Primera división de la URSS | Dinamo Moscú | Unión Soviética | 1963    |
| Copa de la URSS             | Dinamo Moscú | Unión Soviética | 1966-67 |
| Copa de la URSS             | Dinamo Moscú | Unión Soviética | 1970    |

### Campeonatos internacionales
| Título           | Equipo                          | Sede      | Año  |
| ---------------- | ------------------------------- | --------- | ---- |
| Juegos Olímpicos | Selección de la Unión Soviética | Melbourne | 1956 |
| Eurocopa         | Selección de la Unión Soviética | Francia   | 1960 |

### Distinciones individuales
| Distinción                                               | Año        |
| -------------------------------------------------------- | ---------- |
| Incluido en el Equipo del Torneo de la Eurocopa          | 1960, 1964 |
| Balón de Oro                                             | 1963       |
| Orden Olímpica                                           | 1985       |
| Orden del Mérito de la FIFA                              | 1988       |
| Incluido en el Equipo Histórico de la Copa Mundial FIFA  | 1994       |
| Incluido en el Equipo mundial del siglo XX               | 1998       |
| Mejor portero del siglo XX según la IFFHS                | 1999       |
| Mejor portero europeo del siglo según la IFFHS           | 1999       |
| Incluido en el Equipo de Ensueño de la Copa Mundial FIFA | 2002       |
| Jugador de oro de Rusia                                  | 2004       |
| Incluido en el Salón de la Fama del Fútbol               | 2011       |
| Once histórico del Balón de Oro                          | 2020       |

## Estilo de juego y reconocimientos
Lev Yashin fue de primera clase, un verdadero super portero. Su juego posicional fue excelente, pero todo lo que hizo fue de primera. Fue el modelo para el portero durante los siguientes 10 a 15 años, sin duda. Me visualicé haciendo algunas de las cosas que estaba haciendo, aunque yo ya jugaba en la primera división, solía aprender de él.

—La leyenda inglesa Gordon Banks, votado como el segundo mejor portero, detrás de Yashin, del siglo XX.
Yashin fue «el portero incomparable del siglo».
Considerado por muchos en el deporte como el mejor portero en la historia del juego, Yashin fue una presencia imponente en la portería debido a su alta estatura, y fue muy apreciado por su atletismo, agilidad, sentido posicional, valentía y reflejos excepcionales, que le permitieron realizar paradas acrobáticas y espectaculares. Yashin sigue siendo el único portero que ha ganado el Balón de Oro , en 1963. También detuvo 151 tiros penales durante su carrera, más que cualquier otro portero en la historia, y mantuvo más de 270 hojas limpias. Por su destacado servicio a la gente y a su país, Yashin fue galardonado con la Orden de Lenin en 1967, el premio más alto de la URSS. 
Yashin revolucionó el rol de portero como ningún otro antes que él, al estar siempre listo para actuar como un defensor extra” y al “iniciar peligrosos contraataques con su posicionamiento y tiros rápidos.

-  
Una figura vocal y autoritaria entre los postes, Yashin es conocido por revolucionar la posición de portero: gritó órdenes a sus defensores, salió de su línea para interceptar cruces y también salió corriendo para encontrarse con los atacantes., realizado en un momento en el que los porteros se pasaban los 90 minutos de pie en la portería esperando a que los llamaran a la acción. Yashin siempre organizaba el juego defensivo de su equipo, a menudo con tanta fuerza que incluso su esposa lo acusaba de gritar demasiado en el campo. Rara vez capitaneaba a sus equipos, ya que la costumbre aceptada más tarde de nombrar a un portero capitán era prácticamente inaudita en esa época, pero su liderazgo en el campo siempre fue evidente. Yashin fue uno de los porteros que comenzó la práctica de golpear balones en situaciones difíciles en lugar de intentar atraparlos. Otras prácticas novedosas que desarrolló fueron el lanzamiento rápido del balón para iniciar un contraataque, saliendo del área penal para anticipar el peligro, y el mando y organización de los defensores, prácticas ahora bastante habituales entre los porteros. Cuando se le preguntaba cuál era su secreto, respondía que el truco consistía en «fumar un cigarrillo para calmar los nervios y luego tomar una bebida fuerte para tonificar los músculos». 
En 1994, la FIFA estableció el Premio Lev Yashin al mejor portero en la fase final de la Copa del Mundo. Las encuestas de la FIFA nombraron a Yashin como el único portero del equipo mundial del siglo XX. La revista World Soccer lo nombró entre sus cien mejores jugadores del siglo XX . Muchos comentaristas consideran a Yashin el mejor portero de la historia del fútbol, lo que ha llevado a que sea elegido portero en la mayoría de los equipos de todos los tiempos del mundo (incluidos el equipo de todos los tiempos de la Copa Mundial de la FIFA y el equipo de ensueño de la FIFA). En 2020, Yashin fue incluido en el dream team del Balón de Oro, el mejor once de todos los tiempos.

## Legado

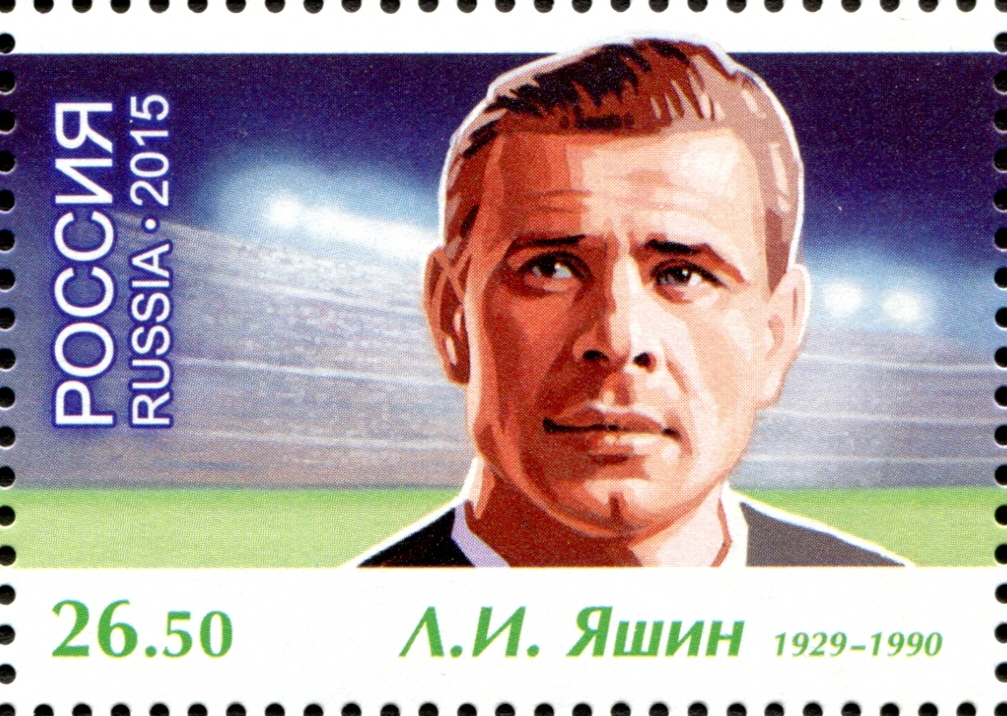
Yashin en un sello ruso de 2016 de la serie Football Legends.

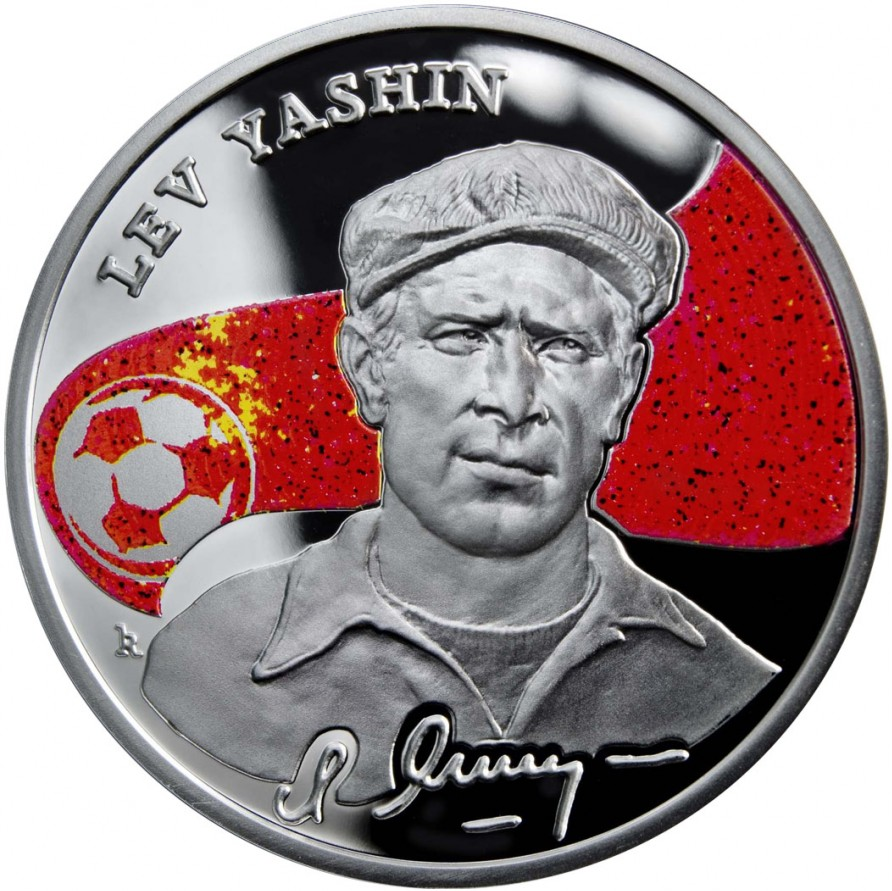
Moneda conmemorativa emitida en 2008 por el Banco Central de Armenia.

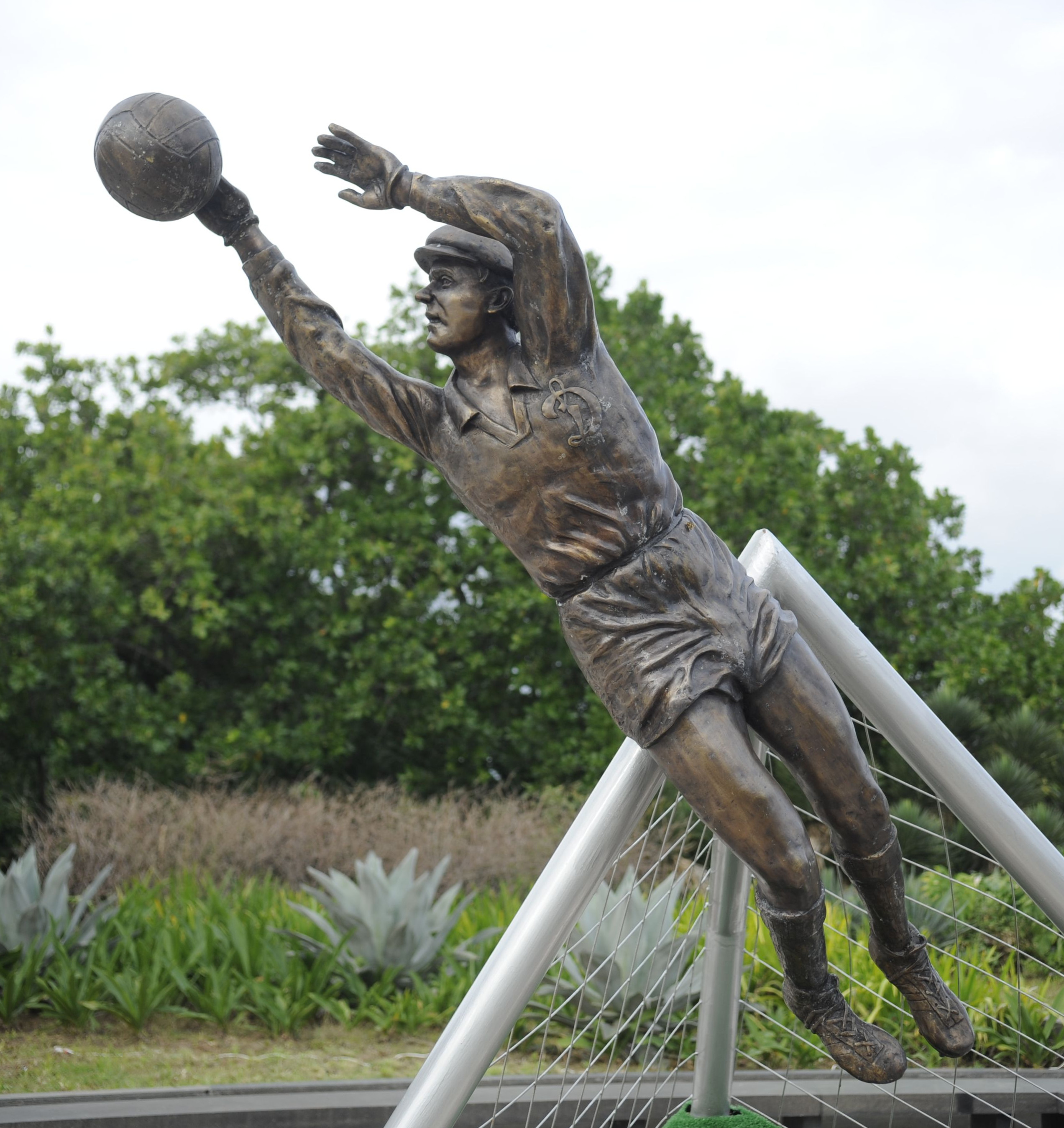
Estatua de bronce de Yashin en Río de Janeiro, Brasil.

Las siguientes obras están dedicadas a Yashin:
- Canción Вратарь (Portero, 1971) de Vladimir Vysotsky.[30]
- Poema Года летят (Los años pasan) de Robert Rozhdestvensky.[31]
- Poema Вратарь выходит из ворот (El portero sale de la portería, 1974) de Yevgeny Yevtushenko.[32]
- Una película biográfica en ruso sobre su vida, titulada Lev Yashin: Goalie of My Dreams, fue lanzada el 22 de octubre de 2017. Su director, Oleg Kapanets, produjo anteriormente Gagarin: First in Space.[33]
- El nuevo estadio de mil millones de dólares del MBC Dinamo Moscú, VTB Arena, se llama oficialmente Estadio Lev Yashin.
- Varias calles llevan el nombre de Yashin en ciudades rusas, y hay múltiples monumentos de Yashin, tanto en Rusia como en el extranjero.[34]
- Yashin aparece en la serie de videojuegos de FIFA de EA Sports: fue agregado como un ícono de Ultimate Team en FIFA 18, junto con muchas otras leyendas del deporte.
- En 2018, Yashin apareció en un nuevo billete conmemorativo de 100 rublos del Banco Central de Rusia que celebraba la Copa Mundial de la FIFA 2018. Yashin también apareció en el cartel oficial de la Copa del Mundo publicado en noviembre de 2017.[35]

## Carrera de hockey sobre hielo
Yashin también jugó hockey sobre hielo (también como portero) y ganó la Copa Soviética en marzo de 1953. Dejó de jugar hockey sobre hielo en 1954 para concentrarse en su carrera futbolística.